# Wawau Adler

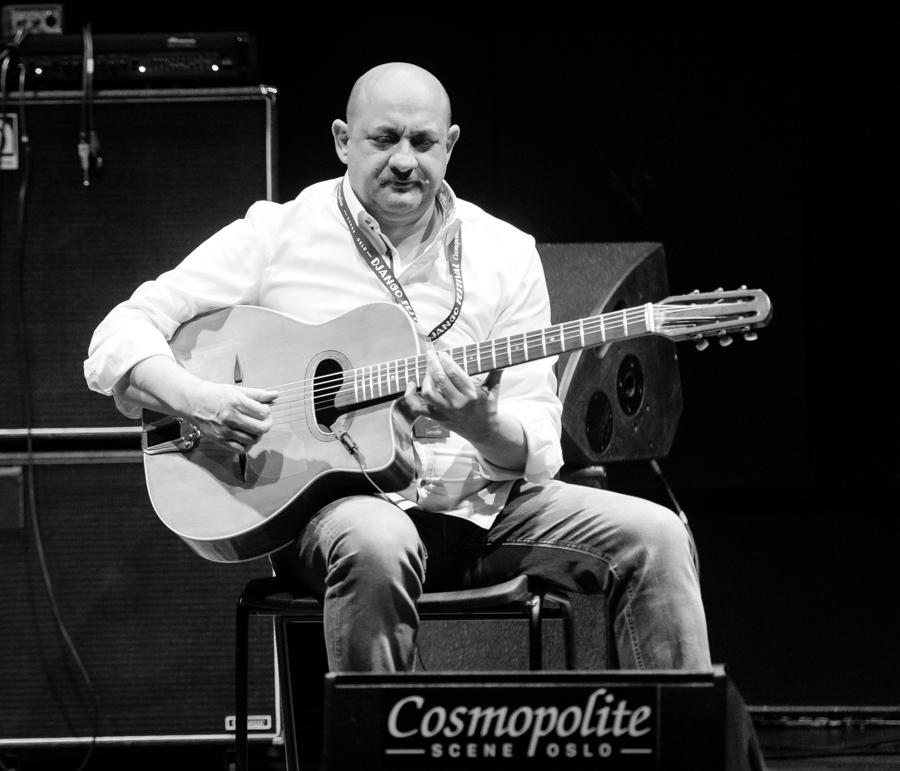
Wawau Adler, Djangofestivalen 2019

Josef „Wawau“ Adler (* 25. Januar 1967 in Karlsruhe) ist ein Jazzmusiker (Gitarre, Komposition), 

## Leben und Wirken
Wawau Adler, der aus einer Familie deutscher Sinti-Musiker stammt, hatte bereits als Kleinkind Gitarre gespielt. Mit zwölf Jahren begann er, durch Django Reinhardt beeinflusst, sich intensiv mit dem Gitarrenspiel zu beschäftigen und gab etwa drei Jahre später sein erstes Konzert. Mit ungefähr zwanzig Jahren weitete er seinen musikalischen Horizont und beschäftigte sich auch mit Jazz, Bebop und Jazzrock. 
1991 spielte Adler sein erstes Album ein und war in den nächsten Jahren mehrfach in Westeuropa auf Tournee. 2007 wurde er durch sein Album Back to the Roots Vol. 2 nach Nordamerika eingeladen, wo er zunächst auf dem Django in June-Festival in Northampton (Massachusetts) eine tragende Rolle hatte. 2008 ging er auf Kanada-Tour mit Denis Chang. Mit seinem Trio folgten weitere Alben und Festivalauftritte, etwa beim Schleswig-Holstein Musik Festival, beim Rheingau Musik Festival, bei Elbjazz oder beim Festival Django Reinhardt Samois sur Seine.
Adler spielte weiterhin mit Pee Wee Ellis, Bireli  Lagrène, Marian Petrescu, Alex Riel, Hono Winterstein, Cyrille Aimée, Diknu Schneeberger, Holzmanno Winterstein, Eva Slongo, André Ceccarelli, Didier Lockwood, Angelo Debarre, Romane Manetti, Kuno Schmid, Philip Catherine, James Carter, Damir Kukuruzović, Brady Winterstein, Tchavolo Schmitt, Jon Larsen, Andreas Öberg, Rocky Gresset, John Stowell, Jan Prax, Jermaine Landsberger, Torsten Goods und Andreas Varady. Anlässlich des 110. Geburtstages von Django Reinhardt setzte Adler ihm 2020 ein weiteres musikalisches Denkmal – ein Album mit dem Namen Happy Birthday Django 110. 2022 produzierte Denis Chang eine Videoreihe mit Wawau Adler In the Style of Wawau Adler Vol. 1-3.

## Diskographische Hinweise
- With Body and Soul (1991, Bella Music)
- Back to the Roots (2006, Satin Doll Productions, mit Holzmano Lagrène, Joel Locher sowie Marcel Loeffler, Andreas Wäldele)
- Back to the Roots Vol. 2 (2007, Satin Doll Productions)
- Songs for Guitar and Bass (2009, minor music, mit Joel Locher)
- Here’s to Django (2010, minor music, mit Mano Guttenberger, Joel Locher sowie Katarzyna Krzyminska)[1]
- Expressions (2013, Chaos)
- Happy Birthday Django 110 (2020, GLM, mit Alexandre Cavaliere, Hono Winterstein, Joel Locher)
- I Play with You (2022, GLM, mit Alexandre Cavaliere, Hono Winterstein, Denis Chang, Joel Locher).